# Jack McGeorge
Harvey John „Jack“ McGeorge (* 29. September 1949; † 18. August 2009) war ein Mitarbeiter des United States Marine Corps und des United States Secret Service. Er fungierte als Munitions- und Waffenexperte für die United Nations Monitoring, Verification and Inspection Commission (UNMOVIC) und arbeitete dann als privater Berater in Sicherheitsfragen mit den Schwerpunkten Terrorismus und Sprengstoffe.

## BDSM-Affäre
Am Thanksgiving-Wochenende 2002 veröffentlichte die Washington Post auf ihrer Titelseite einen Artikel, aus dem hervorging, dass McGeorge auch ein führendes Mitglied der BDSM-Szene in Washington, D.C. ist. McGeorge war Gründer der Washingtoner BDSM-Gruppe Black Rose und einer der Organisatoren der Leather Leadership Conference, außerdem war er Vorsitzender der National Coalition for Sexual Freedom (NCSF), einer in den USA bundesweit gegen die Diskriminierung von BDSMlern kämpfenden Gruppe. Er veranstaltete regelmäßig Fortbildungsseminare zu BDSM-Themen. In diesen Funktionen war er sowohl regional als auch auf nationaler Ebene in den USA tätig.
Das Bekanntwerden dieser Tatsachen führte im angelsächsischen Sprachraum zu aufgeregten Pressereaktionen. Insbesondere das Verhältnis zwischen privaten sadomasochistischen Aktivitäten und beruflicher Identität geriet in den Fokus der öffentlichen Diskussion. Einige Kommentatoren verglichen in diesem Zusammenhang BDSM wiederholt mit den Foltertechniken des Regimes Saddam Husseins, andere die heutige Diskriminierung von BDSM-Anhängern mit der Situation von Homosexuellen in der Vergangenheit.
McGeorge unternahm keinen Versuch, seine Aktivitäten in der SM-Szene zu leugnen; sein voller Name erschien regelmäßig an prominenten Stellen mehrerer Webseiten, er bestätigte dies wiederholt gegenüber der Washington Post und anderen Medien. Dennoch bot er nach dem Zwangs-Outing, in der Hoffnung, die Glaubwürdigkeit der UNMOVIC im Vorfeld der Waffeninspektionen im Irak zu schützen, Hans Blix seinen Rücktritt an.
Nachdem Blix sich unter Hinweis auf die hohe fachliche Qualifikation McGeorges geweigert hatte, das Rücktrittsgesuch anzunehmen, unternahmen in Folge einige Journalisten einen weiteren Anlauf in ihrer Kritik. Sie wiesen darauf hin, dass sich irakische Muslime durch das BDSM-Engagement des Inspekteurs gestört fühlen könnten und so seine Tätigkeit hintertreiben würden. Hieraufhin erklärte Hua Jiang, Pressesprecherin des damaligen UN-Generalsekretärs Kofi Annan, dass BDSM nicht mit wesentlich größerer Wahrscheinlichkeit zu interkulturellen Problemen im Nahen Osten führe als irgendwelche anderen Themen.

## Auszeichnungen und Ehrungen
Black Rose führte in der Master/slave Conference (MsC) von 2009 den The Jack McGeorge Excellence in Education Award zur Ehrung von McGeorge ein.
Die Leather Leadership Conference führte den Jack McGeorge Living Leadership Scholarship ein.
Das Leather Archives and Museum verlieh ihm den Centurion Award.